# حور صقيعي
حور صقيعي (الاسم العلمي:Populus pruinosa) هو نوع من النباتات يتبع جنس الحور من الفصيلة الصفصافية.